# نوتر-دام-دو-لورد (لانودییر)
نوتر-دام-دو-لورد، لانودییر (به فرانسوی: Notre-Dame-de-Lourdes) شهری در منطقه شهری ژولیت ناحیه لانودییر در استان کبک کانادا است. در سرشماری سال ۲۰۱۱ این شهر ۲٬۲۹۲ نفر جمعیت داشته‌است و مساحت آن ۳۵٫۴۸ کیلومتر مربع است.